# Eterio di Vienne
Eterio di Vienne (... – 626) è stato un vescovo franco di Vienne, considerato santo dalla Chiesa cattolica.

## Biografia
Eterio è stato il 31º vescovo di Vienne, nella Francia sud-orientale, agli inizi del VII secolo. Fu vescovo fino alla sua morte nel 626.

## Culto
Come tutti i primi 45 vescovi di Vienne, è considerato santo dalla Chiesa cattolica.
Negli antichi martirologi, il giorno dedicato al santo è il 14 giugno:
Nel moderno Martirologio della Chiesa cattolica Eterio non è più presente, ma il suo culto è ammesso a livello locale.